# Chabris
Chabris – miejscowość i gmina we Francji, w Regionie Centralnym, w departamencie Indre.
Według danych na rok 1990 gminę zamieszkiwały 2672 osoby, a gęstość zaludnienia wynosiła 65 osób/km² (wśród 1842 gmin Regionu Centralnego Chabris plasuje się na 133. miejscu pod względem liczby ludności, natomiast pod względem powierzchni na miejscu 154.).